# Tipula aptera
Tipula aptera är en tvåvingeart som beskrevs av Evgenyi Nikolayevich Savchenko 1955. Tipula aptera ingår i släktet Tipula och familjen storharkrankar. Inga underarter finns listade i Catalogue of Life.